# Harrilompolo (Karesuando socken, Lappland, 759748-174174)
Harrilompolo är en sjö i Kiruna kommun i Lappland och ingår i Torneälvens huvudavrinningsområde. Sjön har en area på 0,316 kvadratkilometer och ligger 455 meter över havet. Harrilompolo ligger i Torne och Kalix älvsystem Natura 2000-område. Sjön avvattnas av vattendraget Ainattijoki.

## Delavrinningsområde
Harrilompolo ingår i det delavrinningsområde (759594-174185) som SMHI kallar för Utloppet av Harrilompolo. Medelhöjden är 492 meter över havet och ytan är 8,54 kvadratkilometer. Det finns ett avrinningsområde uppströms, och räknas det in blir den ackumulerade arean 15,6 kvadratkilometer. Ainattijoki som avvattnar avrinningsområdet har biflödesordning 3, vilket innebär att vattnet flödar genom totalt 3 vattendrag innan det når havet efter 470 kilometer. Avrinningsområdet består mestadels av skog (33 procent), sankmarker (20 procent) och kalfjäll (39 procent). Avrinningsområdet har 0,39 kvadratkilometer vattenytor vilket ger det en sjöprocent på 4,6 procent.